# Helictopleurus splendidicollis
Helictopleurus splendidicollis är en skalbaggsart som beskrevs av Leon Fairmaire 1893. Helictopleurus splendidicollis ingår i släktet Helictopleurus och familjen bladhorningar. Utöver nominatformen finns också underarten H. s. similis.